# کلمنت دوم

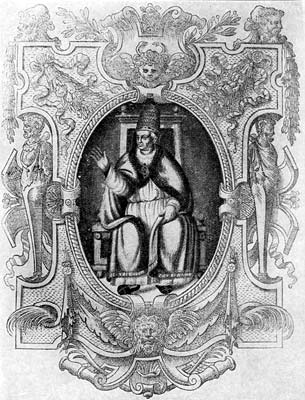

پاپ کلمنت دوم (به انگلیسی: Clement II) یکی از پاپ‌های کلیسای کاتولیک رم بود که در ساکسونی به دنیا آمد و از ۱۰۴۶ تا ۱۰۴۷ میلادی پاپ بود.